# Listenberg
Listenberg (oberfränkisch: Lisdn-bärch) ist ein Gemeindeteil der Gemeinde Ködnitz im Landkreis Kulmbach (Oberfranken, Bayern). Listenberg liegt in der Gemarkung Ködnitz.

## Geographie
Der Weiler liegt auf dem Rangen, einem Höhenzug des Obermainischen Hügellandes. Im Osten fällt das Gelände ins Tal des Mühlgrabens ab. Eine Gemeindeverbindungsstraße führt zur Kreisstraße KU 10 (0,7 km südwestlich) bzw. nach Ködnitz (0,9 km nordöstlich). Auf dem Weg nach Ködnitz gibt es einen Baum, der als Naturdenkmal geschützt ist.

## Geschichte
Der Ort wurde 1398 als „Liebstemberg“ erstmals urkundlich erwähnt. 1404 wurde der Ort erstmals „Liestenberg“ genannt. Die ursprüngliche Form wurde 1531 letztmals bezeugt. Das Bestimmungswort ist das Adjektiv lieb. Eine solche Umschreibung eines Berges ist nicht ungewöhnlich (vgl. Gutenberg, Schönenberg).
Listenberg gehörte zur Realgemeinde Ködnitz. Gegen Ende des 18. Jahrhunderts bestand Listenberg aus 2 Anwesen. Das Hochgericht übte das bayreuthische Stadtvogteiamt Kulmbach aus. Grundherren waren das Kastenamt Kulmbach (1 Hof) und Stiftskastenamt Himmelkron (1 Halbhof).
Von 1797 bis 1810 unterstand der Ort dem Justiz- und Kammeramt Kulmbach. Mit dem Gemeindeedikt wurde Listenberg dem 1811 gebildeten Steuerdistrikt Tennach und der 1812 gebildeten gleichnamigen Ruralgemeinde zugewiesen. 1818 wurde der Gemeindesitz nach Ködnitz verlegt und die Gemeinde dementsprechend umbenannt.

### Einwohnerentwicklung
| Jahr      | 001818 | 001861 | 001871 | 001885 | 001900 | 001925 | 001950 | 001961 | 001970 | 001987 |
| Einwohner | 13     | 17     | 25     | 22     | 19     | 15     | 21     | 12     | 12     | 7      |
| Häuser    | 2      |        |        | 2      | 2      | 4      | 2      | 3      |        | 3      |
| Quelle    | [ 8 ]  | [ 11 ] | [ 12 ] | [ 13 ] | [ 14 ] | [ 15 ] | [ 16 ] | [ 17 ] | [ 18 ] | [ 1 ]  |

## Religion
Listenberg ist seit der Reformation evangelisch-lutherisch geprägt und nach St. Johannes (Trebgast) gepfarrt.